# Ladungsträger (Logistik)
Ein Ladungsträger ist nach DIN 30781 ein tragendes Mittel zur Zusammenfassung von Gütern zu einer Ladeeinheit.  Zu den Ladungsträgern gehören insbesondere die tragenden Transporthilfsmittel Palette, Container und Fahrzeug (Sattelauflieger). Sie erleichtert den Umschlag der Ladeeinheiten und fördern so die Effizienz und die Geschwindigkeit der Transportkette.